# Élection présidentielle dominicaine de 2008
L'élection présidentielle de 2008 s'est tenue en République dominicaine le 16 mai 2008.
Le président sortant, Leonel Fernández, du Parti de la libération dominicaine, fut réélu pour un troisième mandat de quatre ans, obtenant 2 199 734 voix, soit 53,83 % des suffrages.
Son principal adversaire, Miguel Vargas Maldonado du Parti révolutionnaire dominicain, obtint 40,48 % des voix.
Les autres candidats recueillirent chacun moins de 5 % des suffrages : Amable Aristy Castro du Parti réformiste social chrétien obtint 4,59 %, Eduardo Estrella du Parti révolutionnaire social démocrate 0,47 %, Guillermo Moreno du Mouvement pour l'indépendance, l'unité et le changement 0,44 %, Pedro de Jesús Candelier du Parti de l'alliance populaire 0,15 %, et Trajano Santana du Parti révolutionnaire indépendant 0,04 %.

## Sources
- (es) Résultats officiels
- (en) "Dominican President Wins a Third Term", Marc Lacey, New York Times, 17 mai 2008